# فیسوگائون (بوتان)
فیسوگائون (به لاتین: Phisugaon) یک منطقهٔ مسکونی در بوتان (کشور) است که در Sarpang District واقع شده‌است.